# Lecane tenua
Lecane tenua är en hjuldjursart som beskrevs av Myers 1936. Lecane tenua ingår i släktet Lecane och familjen Lecanidae. Inga underarter finns listade i Catalogue of Life.